# Taylor Spivey
Taylor Spivey (født 1991) er en amerikansk triatlet .
Hun repræsenterede USA ved sommer-OL 2024 i Paris, hvor hun vandt sølv i mixed stafet.